# Yves Collet
Pour les articles homonymes, voir Collet.
Yves Étienne Collet né à Brest le 1er mars 1761 et mort dans la même ville le 7 mai 1843 est un sculpteur français.

## Biographie
(septembre 2018).
Fils de Jacques Étienne Collet, sculpteur au port de Brest, et d'Élisabeth Siviniant, Yves Collet suit les traces de son père et entre à l'arsenal en 1770. En 1774, il est apprenti comme ouvrier sculpteur, il sera nommé charpentier en 1777, cinq mois plus tard il reçoit le titre de contremaître.
Son sérieux fait qu'il est remarqué et recommandé par le comte d'Orvilliers, commandant de la Marine à Brest. De 1777 à 1784, il suit les cours de l'Académie des beaux-arts. L'une de ses premières œuvres, Esther aux pieds de Mardochée, lui vaut le 1er prix de l'Académie. Nommé à Brest en qualité d'aide-maître à l'atelier de sculpture navale de Brest le 1er mai 1784, il y épouse Jeanne Marie Cruau et habite Recouvrance.
De novembre 1791 à 1793, il est membre de la municipalité Berthomme, puis du 18 nivôse an II au 1er frimaire an IV (7 janvier 1794 – 21 novembre 1795), il est détaché comme juge de paix au Tribunal révolutionnaire.
Le 29 ventôse an V (19 mars 1797), il devient chef de l'atelier de sculpture navale de Brest où il restera jusqu'à sa retraite, le 10 juin 1840. La qualité de ses travaux lui vaut d'être nommé chevalier de la Légion d'honneur le 19 août 1824.
En 1825, il se porte acquéreur de la Maison de la Fontaine à Recouvrance.
Yves Collet meurt le 7 mai 1843 au 37, rue de l'Église à Brest. Avec sa disparition c'est pratiquement l'atelier de sculpture de Brest qui disparaît.
Maître de la sculpture sur bois, tout au long de sa carrière il contribuera à l'ornement des proues, galeries extérieures des vaisseaux de guerre (proue de la Cornélie (1794), proue du Cassard (1803), etc.), il réalisera également des bustes comme ceux du vice-amiral d'Estrées, maréchal de France, Joseph Caffarelli, premier préfet maritime de Brest. On lui attribue le buste de Pierre Ozanne, ingénieur.
Dans l'ancienne église Saint-Louis, détruite en 1944, on pouvait voir les statues de Charlemagne, Saint-Louis, des Anges adorateurs, les cariatides du buffet d'orgues, la décoration de la chaire. De son œuvre, il ne reste que peu de traces, en raison des destructions dues à la guerre. On peut toutefois encore voir l'ensemble de la décoration du canot impérial, conservé à Paris au musée de la Marine entre 1943 et 2018. Il est désormais visible à Brest aux ateliers des Capucins. Dans le château, le musée de la Marine à Brest conserve les imposantes figures de proue du Neptune et de l’Amphitrite. L'église Saint-Sauveur, non loin de son ancien domicile, abrite la statue de la Vierge, Notre-Dame de Recouvrance.
Son fils Michel Collet (1793-1878) fut aussi sculpteur au port. C'était le troisième de cette génération d'artistes.
En 1912, les habitants de la rue du Cimetière à Brest saisirent la municipalité pour l'adoption d'un nouveau nom, car il « ne rappelait que des souvenirs tristes et pénibles ». Le choix des édiles se porta sur celui du sculpteur Yves Collet.

Œuvres d'Yves Collet
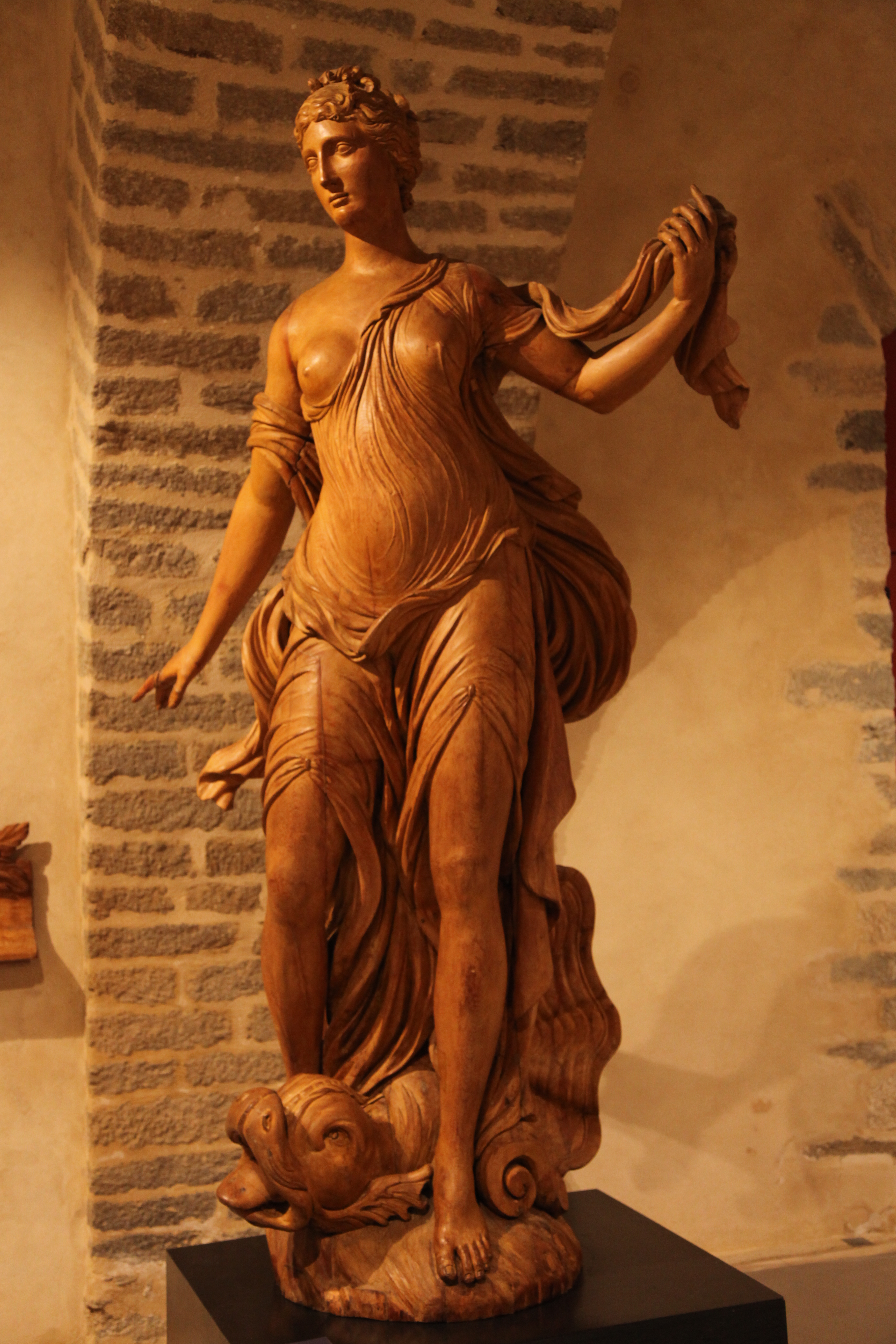
Amphitrite, château de Brest.
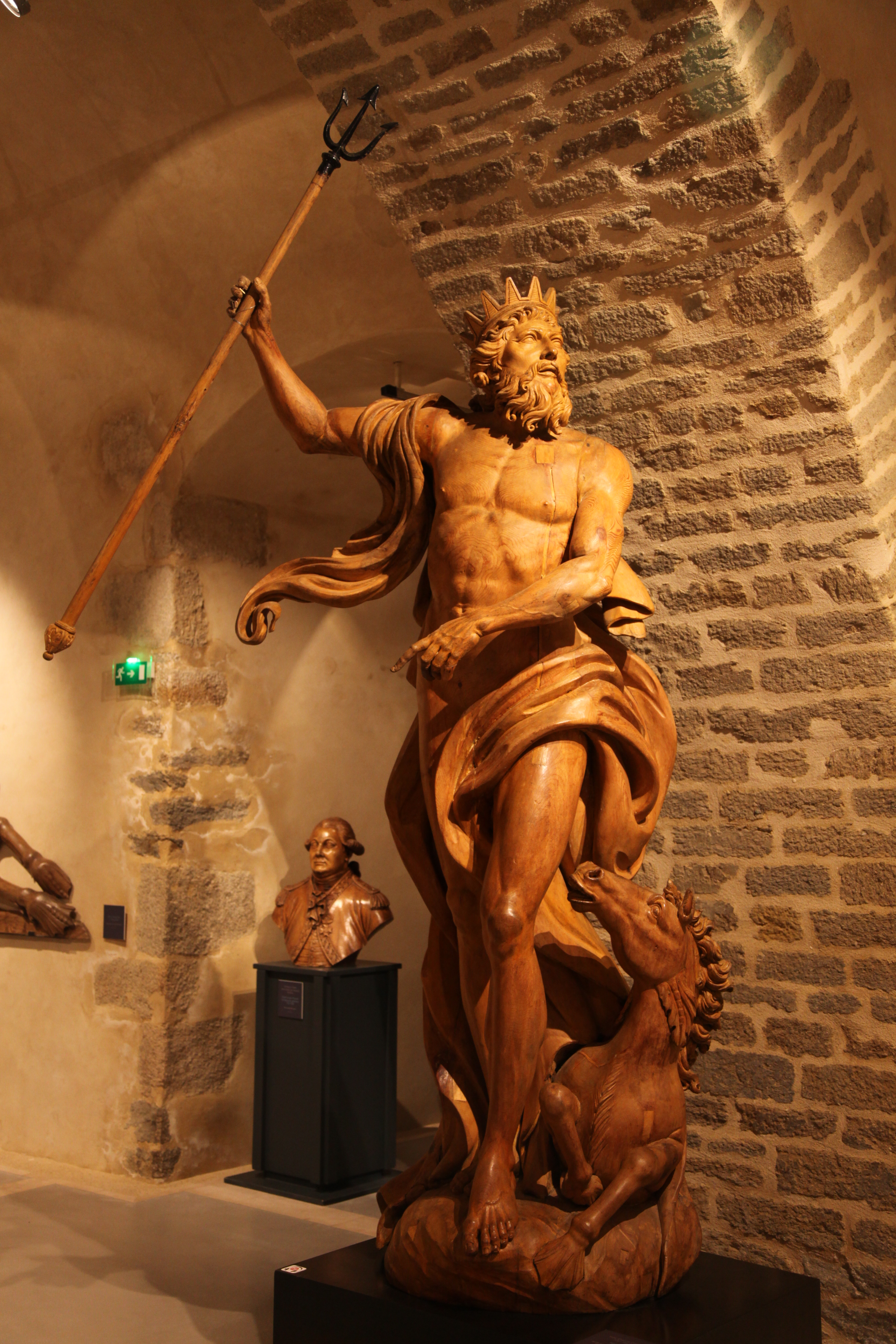
Neptune, château de Brest.
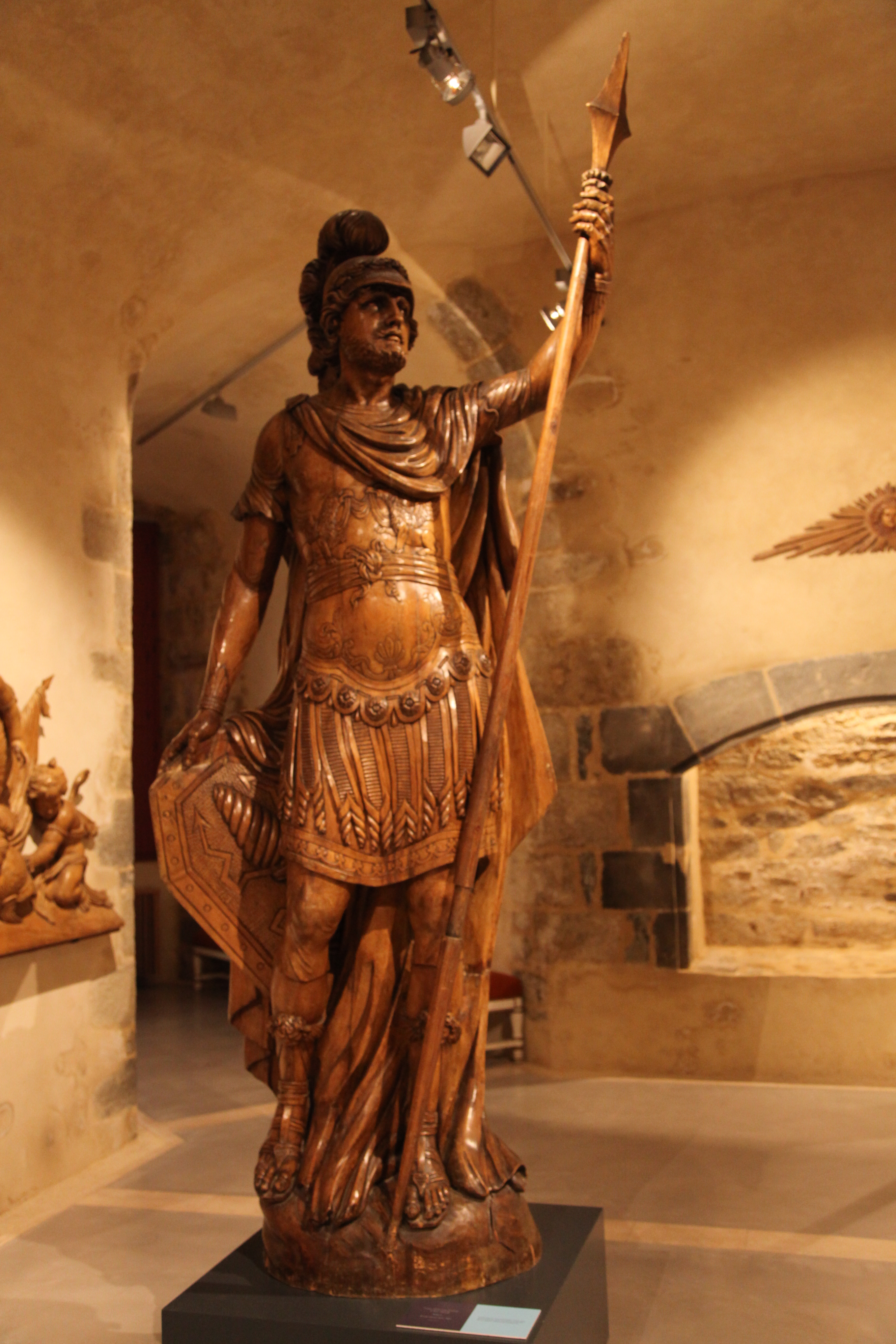
Mars, château de Brest.
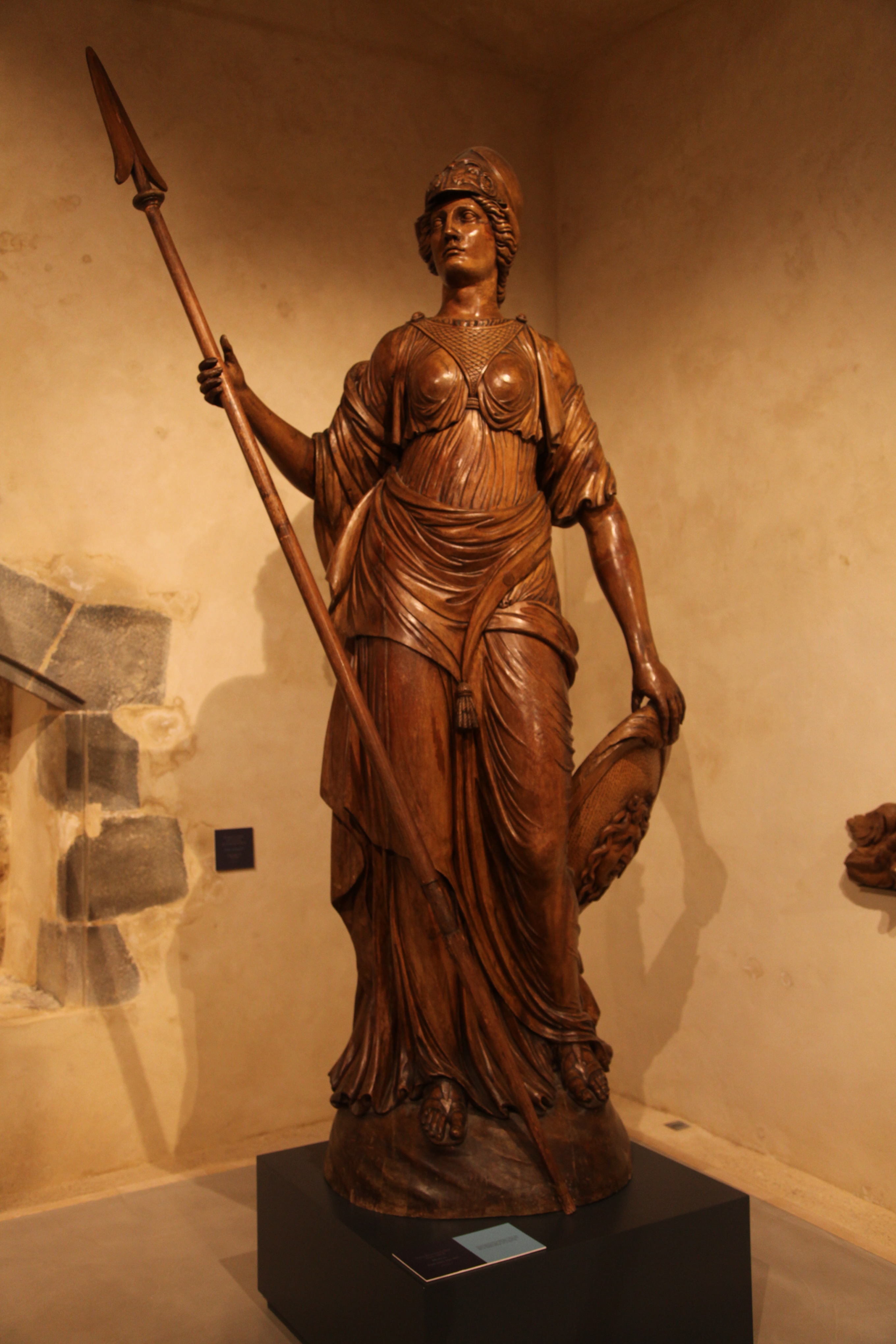
Minerve, château de Brest.
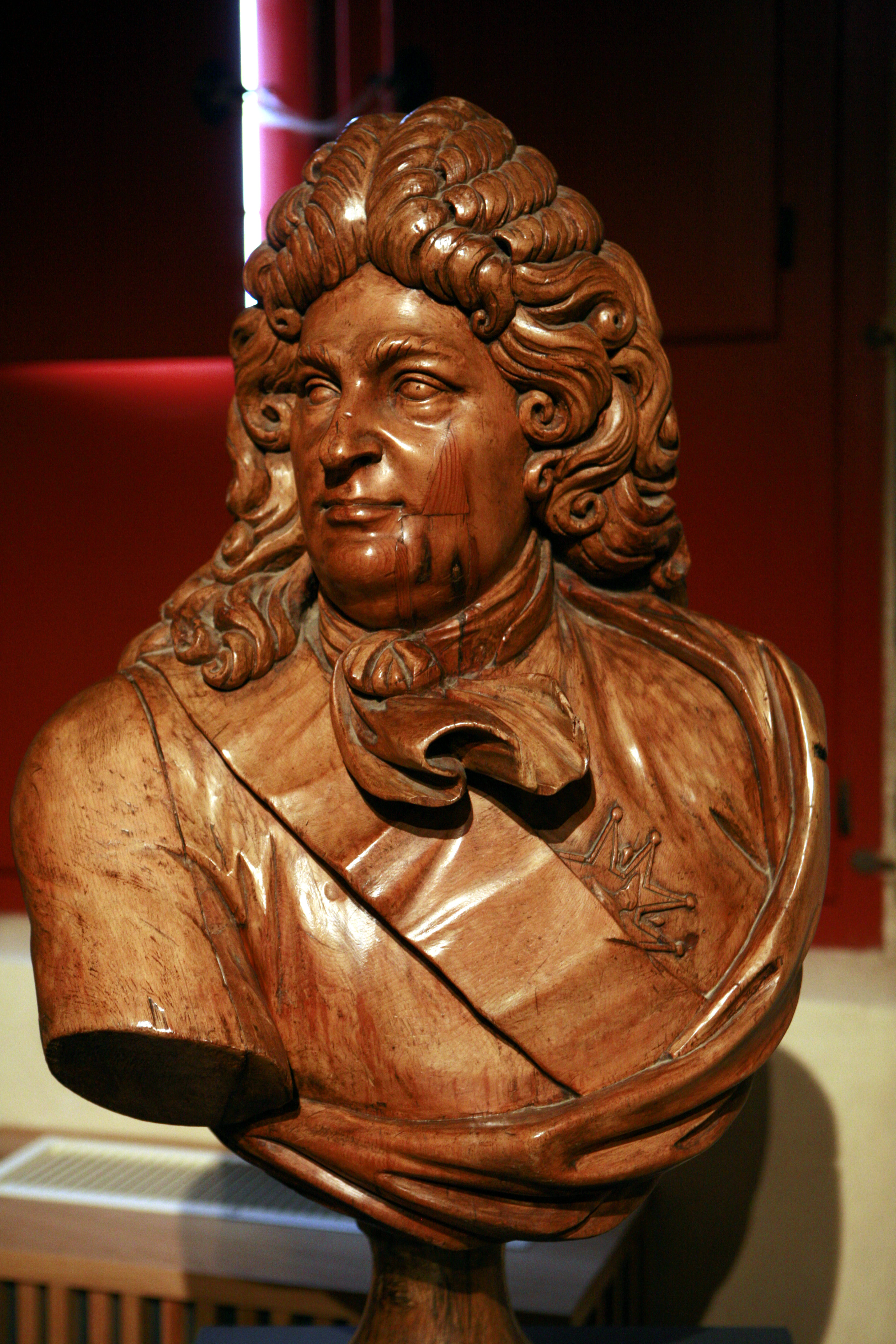
Alain-Emmanuel de Coëtlogon, château de Brest.
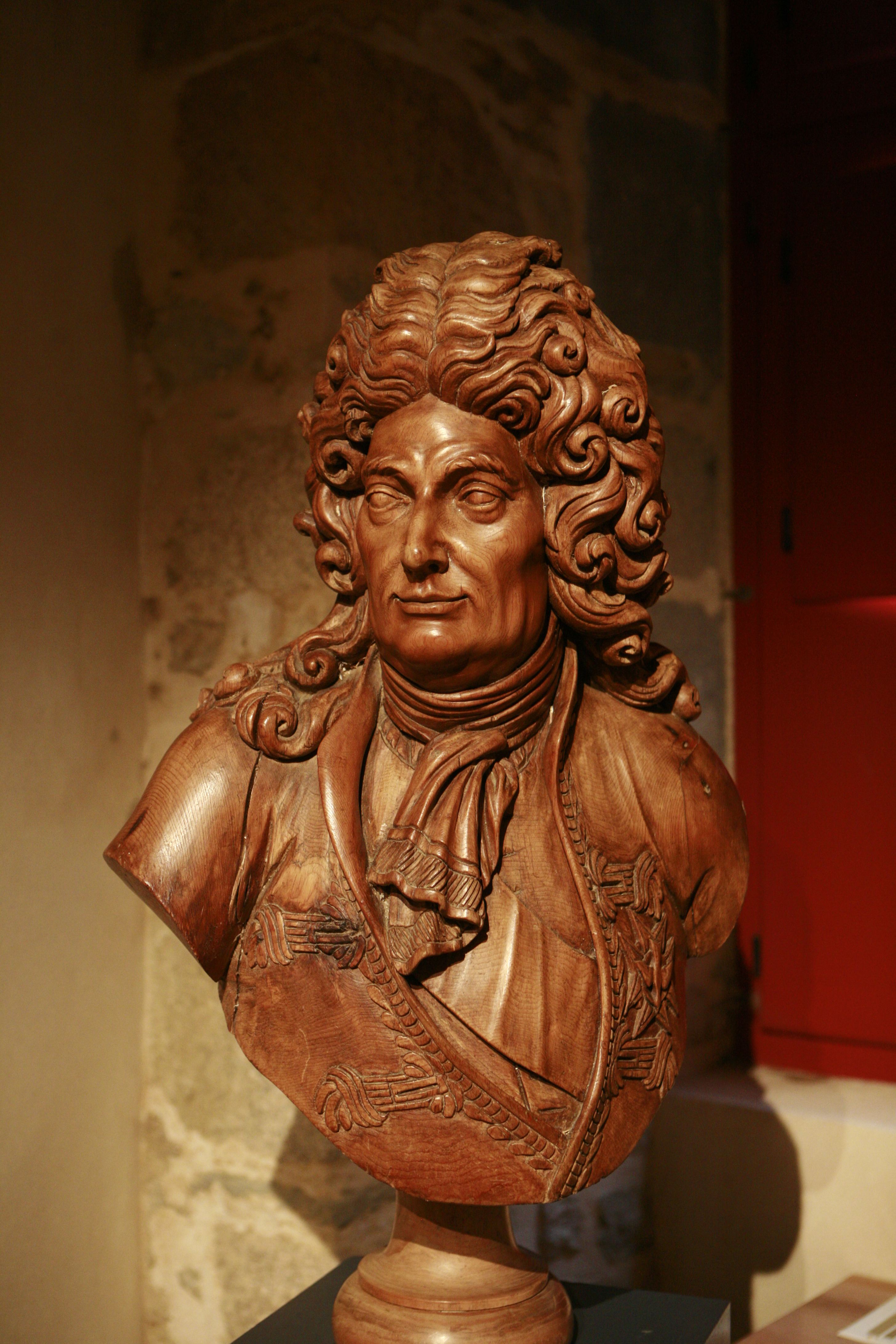
Blaise-Joseph Ollivier, château de Brest.
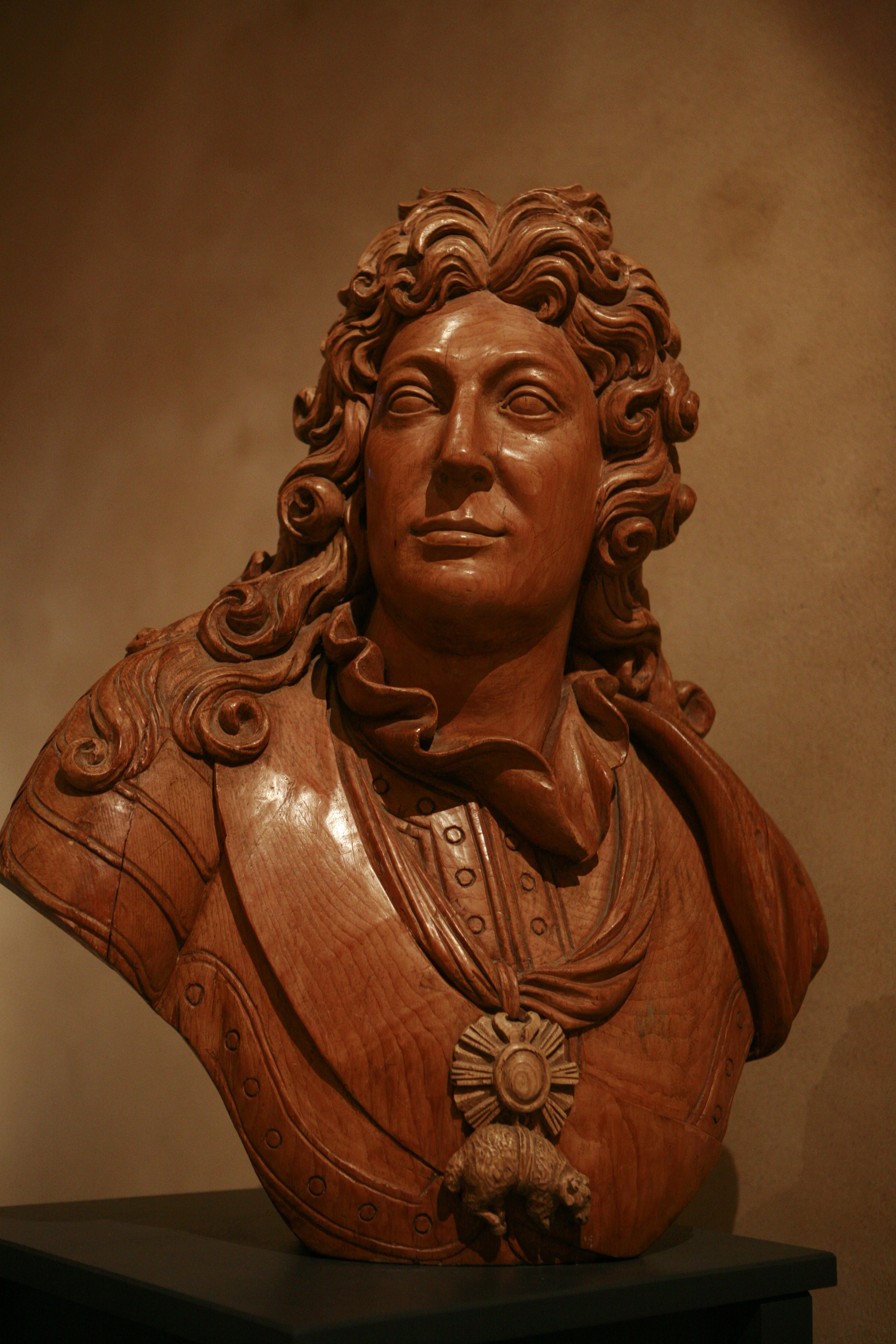
Louis-Alexandre de Bourbon, château de Brest.
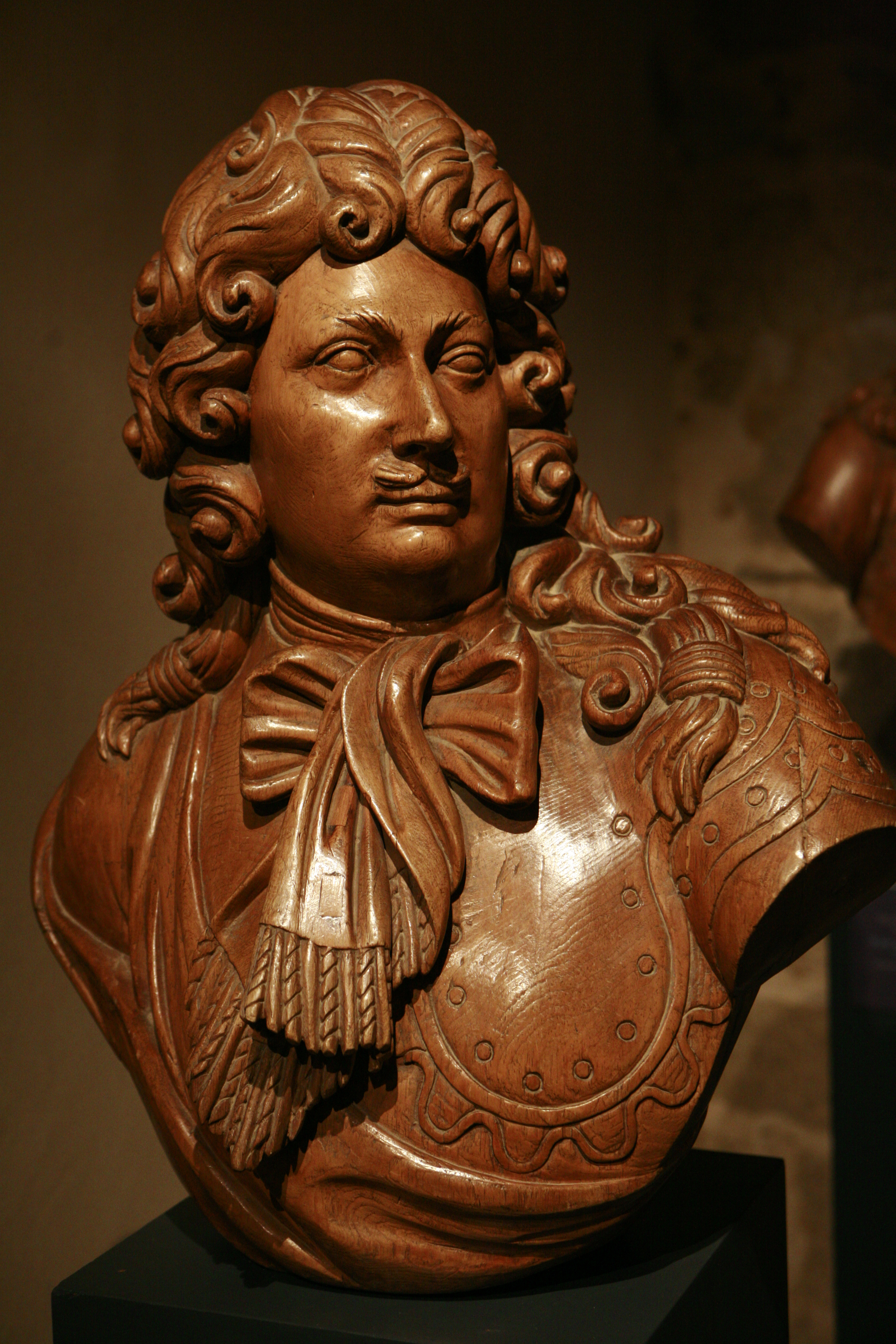
Louis Victor de Rochechouart de Mortemart, château de Brest.
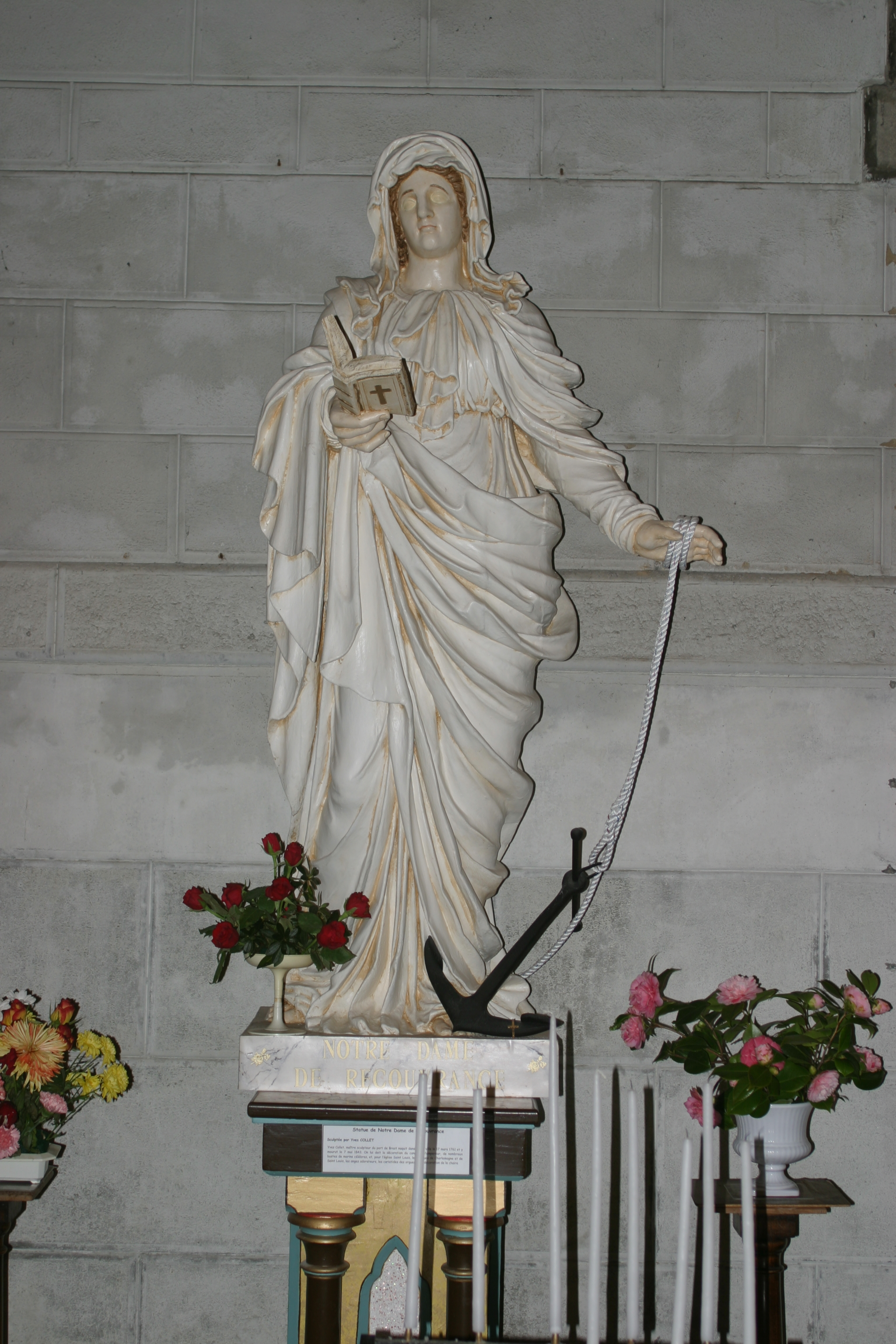
Notre-Dame de Recouvrance, Brest, église Saint-Sauveur de Brest.
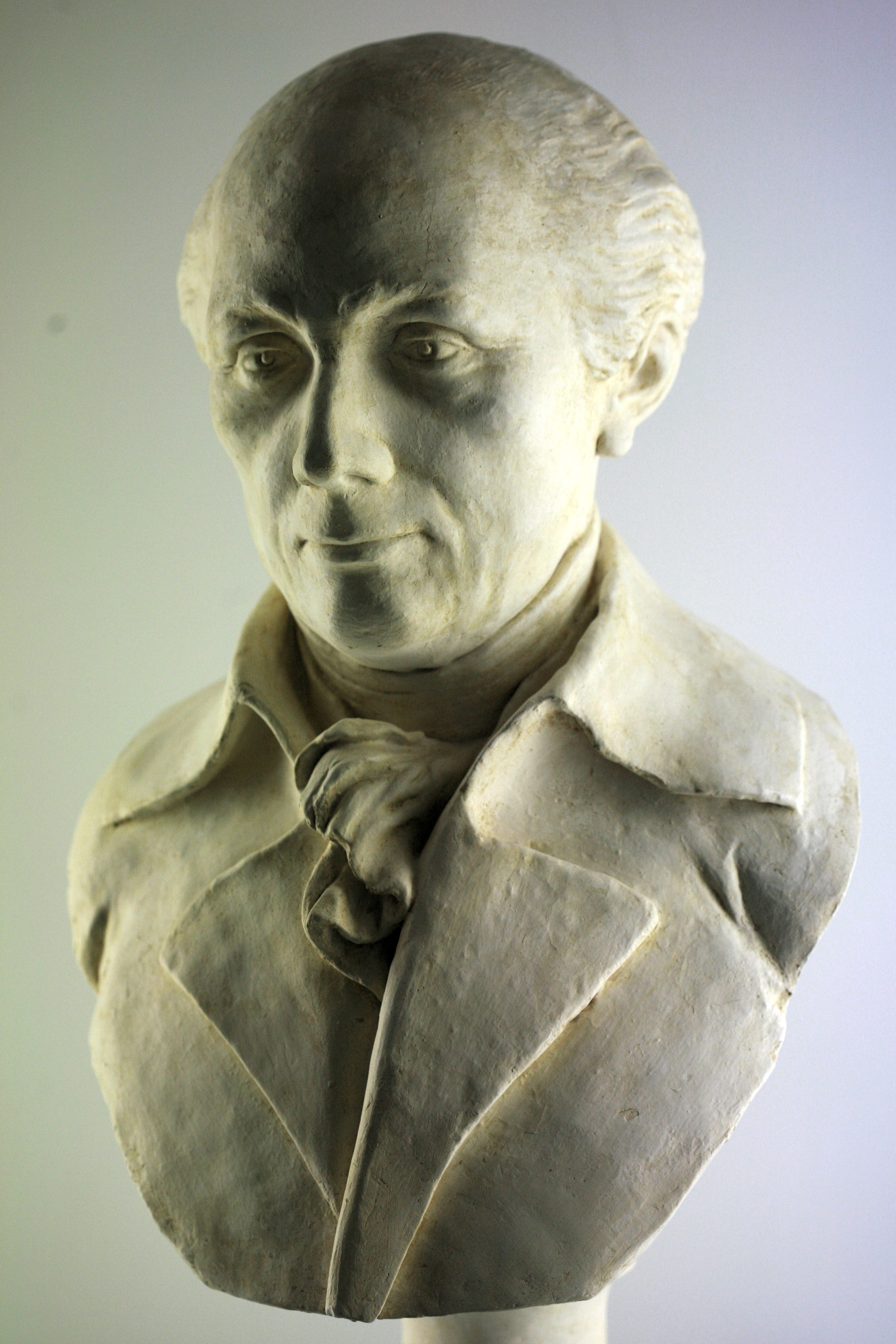
Pierre Ozanne (attribution), château de Brest.
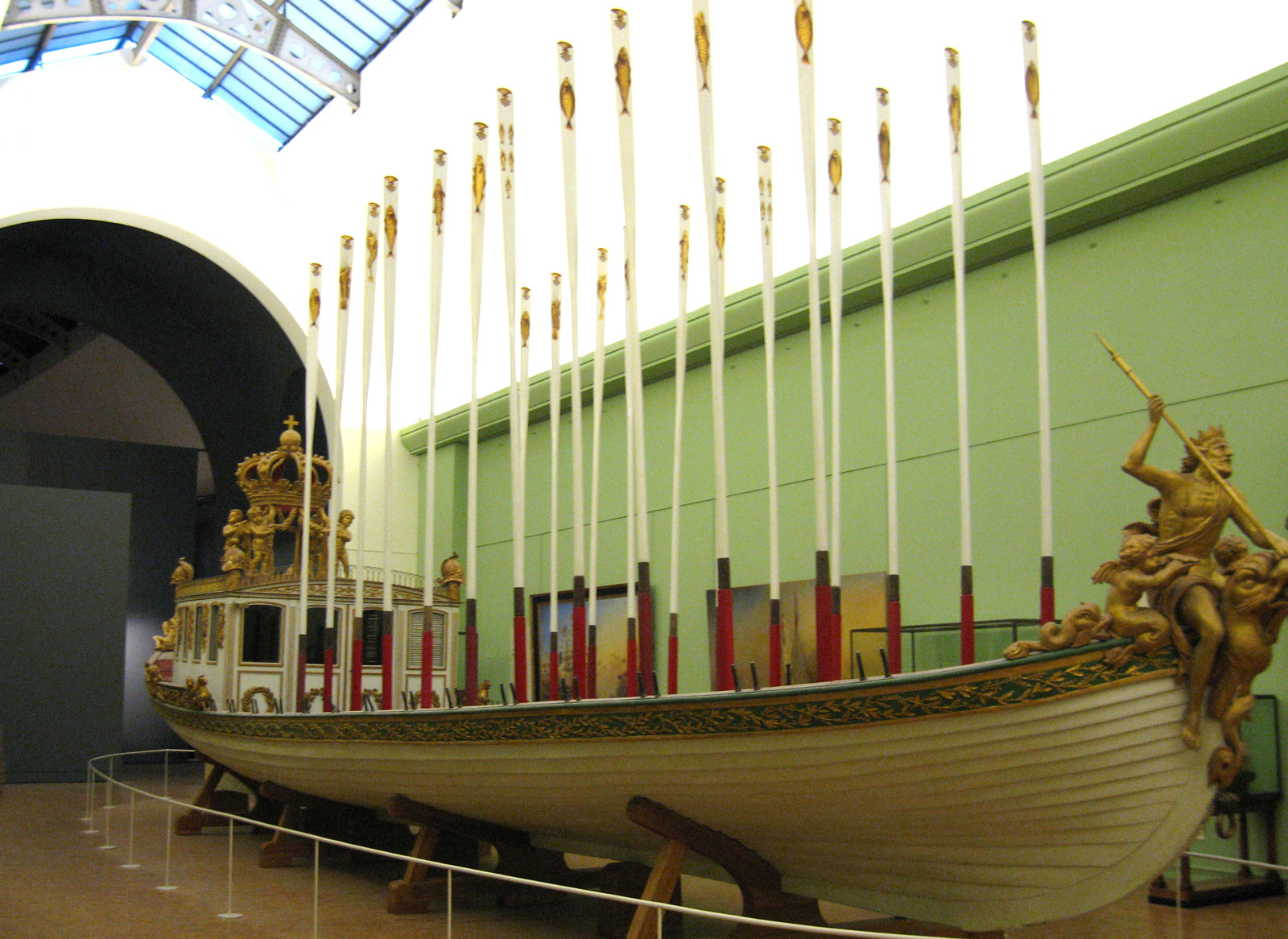
Canot de l'empereur.